# St. Maria (Thimmendorf)

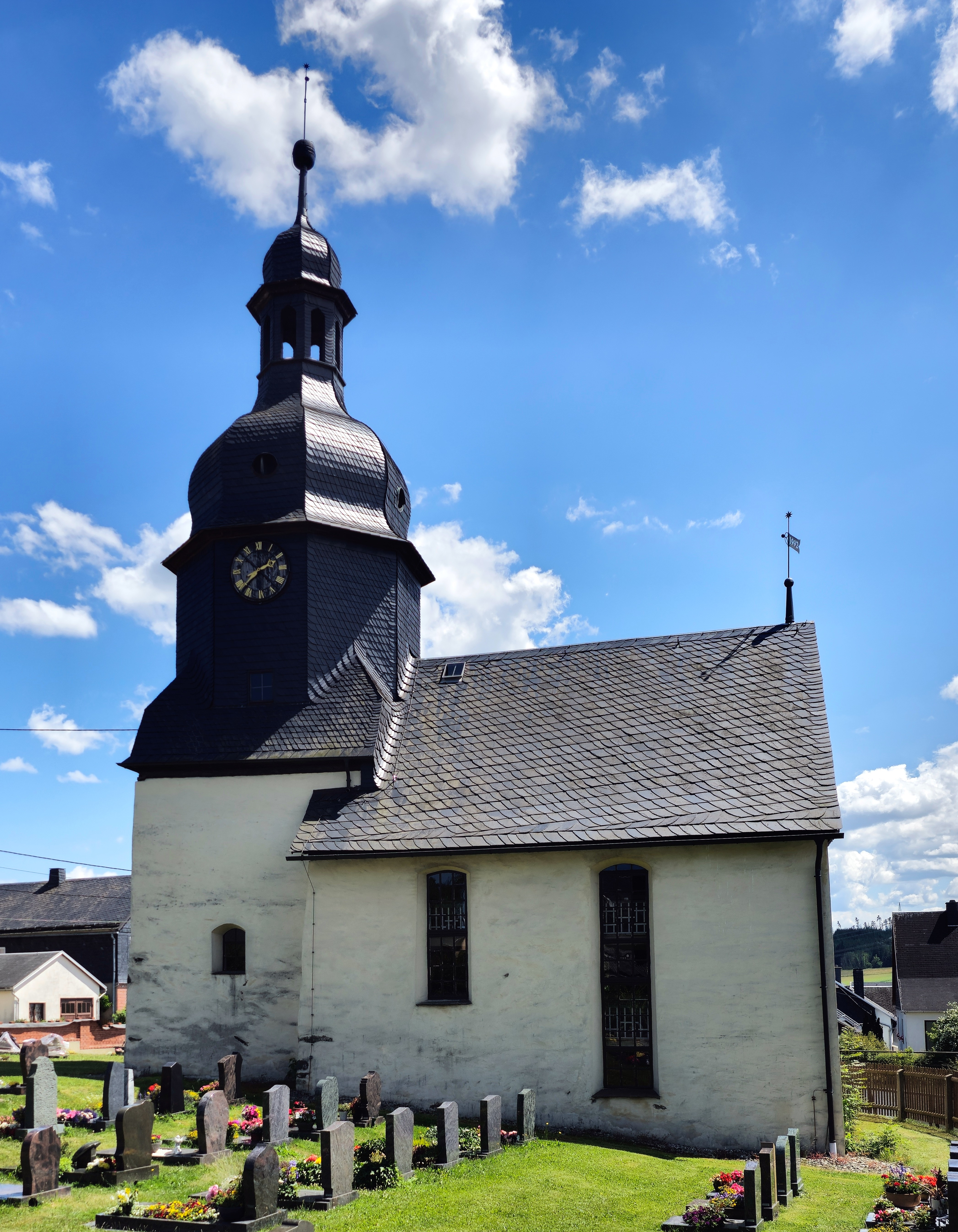
St. Maria Thimmendorf

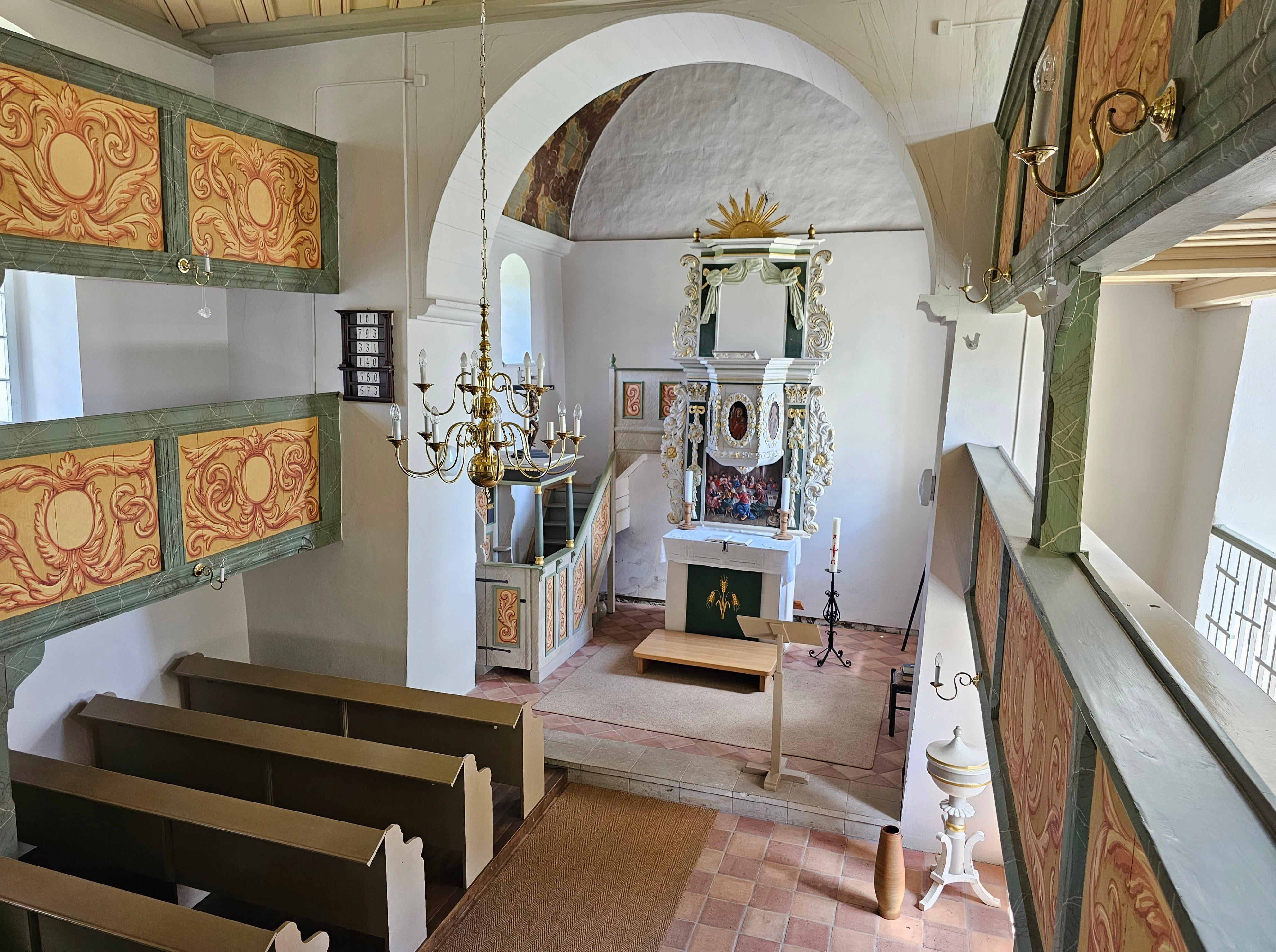
Innenraum (2023)

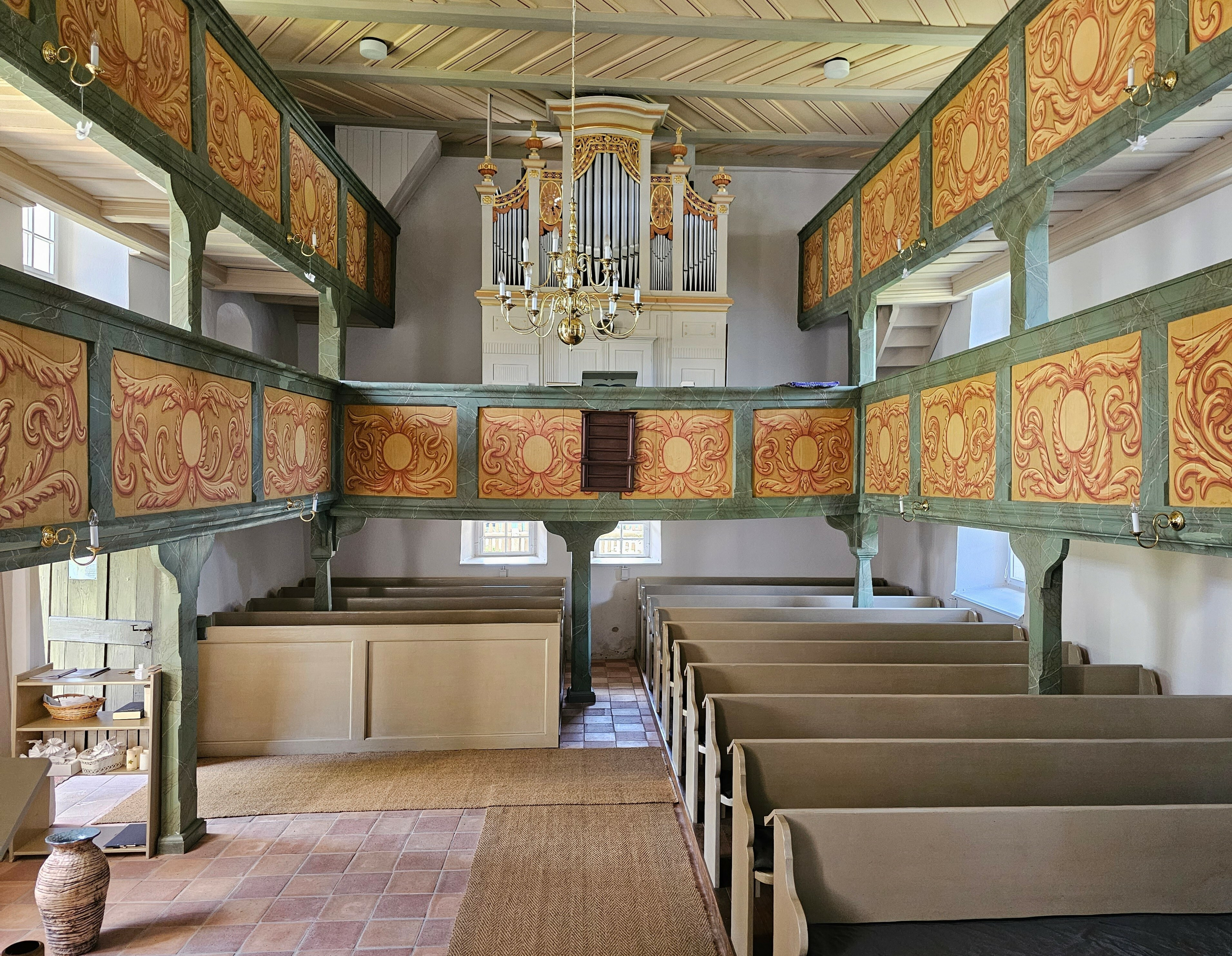
Innenraum, Blick zur Orgel

Die denkmalgeschützte evangelisch-lutherische Kirche St. Maria steht in Thimmendorf, einem Ortsteil der Gemeinde Remptendorf im Saale-Orla-Kreis von Thüringen. Die Kirchengemeinde Thimmendorf gehört zum Pfarrbereich Gahma-Weisbach im Kirchenkreis Schleiz der Evangelischen Kirche in Mitteldeutschland.

## Geschichte
Der Ort besaß schon früh eine Kapelle. Die Entstehung der kleinen Kirche fällt spätestens in die Zeit der 1. Hälfte des 13. Jahrhunderts, wie sich durch ein vermauertes, aber außen noch sichtbares Fenster im Osten annehmen lässt; aber erst 1402 wurde sie erwähnt. 1559 und 1676 brannte die Kirche ab. Auf einer Kartusche über dem Portal steht 1677 als das Jahr der Neuerrichtung.

## Beschreibung
Das auf rechteckigem Grundriss erbaute Langhaus der heutigen Saalkirche zeigt noch gotischen Einfluss. Es ist mit einem schiefergedeckten Satteldach bedeckt. Der eingezogene Chorturm auf quadratischem Grundriss hat einen achtseitigen Aufsatz, der die Turmuhr beherbergt. Darauf sitzt eine Haube, in der sich der Glockenstuhl mit zwei in Apolda gegossenen Kirchenglocken befindet. Die Glocke aus Bronze ist von 1919, die aus Stahlguss von 1954. Auf der Haube befindet sich eine offene Laterne, die mit einer Turmkugel bekrönt ist. 
Der Innenraum hat zweigeschossige Emporen und ist mit einer Holzbalkendecke mit eingeschobenen Riegelbrettern in Fischgrätmuster überspannt. Der Chor ist mit einem hölzernen, bemalten Tonnengewölbe überspannt. Der Triumphbogen, der ihn gegen das Kirchenschiff abgrenzt, besteht wie auch die Kämpfer ebenfalls aus Holz. Der Kanzelaltar stammt aus dem 18. Jahrhundert. Am Kanzelkorb befinden sich mit Girlanden gerahmte Bilder, die Mose, Johannes den Täufer und Jesus Christus zeigen. Über dem Altartisch befindet sich ein Relief mit dem Abendmahl Jesu, das einem spätgotischen Altarretabel entnommen wurde. Das Taufbecken ist frühklassizistisch. Am Aufgang zur Kanzel steht ein Kruzifix aus dem 18. Jahrhundert. Die Orgel mit 7 Registern, verteilt auf ein Manual und Pedal, wurde 1818 von Georg Christoph Hofmann aus Neustadt an der Haide gebaut.